# 초극장판 케로로 군조 2: 심해의 프린세스입니다!
케로로 중사 극장판 2기 - 심해의 프린세스는 지난 2007년 3월 17일에 공개된 '케로로 중사'의 두 번째 극장판으로 상영시간은 80분, 동시 상영된 영화는 '꼬마 케로! 케로볼의 비밀!?'이다.
덧붙여서 예매권에 '아키하바라 엔타 축제' 기간 (2006년 10월 21일 ~ 10월 29일)에 아키하바라에서 '쿠루루 카레'를 특별 한정 감상권과 함께 한정 배포되었다.
2007년 9월 28일에는 DVD 2매가 셋트로 통상판과 호화판 버전으로 일본에서만 발매되었다. 부흥 수입과 최종 흥행 수입은 불명.
2007년 당시 한국에서는 개봉되지 않았지만 2008년 투니버스에서 더빙을 하여 방영했다. 이후에도 케로로 시리즈가 방송종료되기 전까지 주기적으로 재방송을 해주었다.

## 스토리
어느 여름날, 니시자와 그룹에서 파견한 조사단이 남태평양 해역을 조사하던 중 알 수 없는 생물체를 발견한다. 이후 모모카는 심령에 관심이 많은 후유키에게 이를 가져와 같이 조사하러 가자는 핑계를 대며 데이트 신청을 한다. 이 말을 우연히 들은 케로로는 남태평양으로 여름휴가를 떠난다며 좋아했고 여기에 타마마와 코유키를 필두로 불청객들이 줄줄이 난입하면서 결국 데이트 신청은 여름휴가로 바뀌게 되었다. 그날밤, 섬에 도착해 다같이 캠프파이어를 하고있었고 이 와중에 나츠미는 무리에서 떨어져 나와 엄마 아키와 전화통화를 하고 있었다. 그런데 전화를 끊은 나츠미는 이상한 낌새를 느꼈고 정체모를 생물체가 나타나 한별을 바닷속으로 데려가버렸다. 
한별을 데려오게 한 자는 깊은 바닷속에서만 살아오던 왕자 메일과 그의 시녀 마르. 메일은 외계생명체를 거침없이 다루는 나츠미의 면모에 첫눈에 반해 자신의 프린세스가 되어달라고 한다. 하지만 생판 모르는 개구리의 프린스세가 될 생각이 없었던 그녀는 어서 자길 원래 있던 곳으로 돌아가겠다고 항의했고 메일 역시 그녀의 마음을 사로잡기 위해 갖은 수단과 방법을 총동원한다. 그러는 점차 나츠미에 대한 삐뚤어진 집착성이 자리잡기 시작했고 나중에는 거대한 폭군이 되어 날뛰기 시작한다. 처음에는 그 누구보다도 메일만을 따르며 나츠미를 데려가려는 후유키와 케로로 소대원들을 막아서던 마르조차도 폭군이 된 메일을 보고는 경악하는데...